# Giacomo Conti (calciatore)
Giacomo Conti (Verona, 13 maggio 1920 – ...) è stato un calciatore italiano, di ruolo attaccante.

## Carriera
Con la maglia del Padova gioca quattro stagioni in Serie B per un totale di 67 presenze e prende parte al Campionato Alta Italia 1944 dove scende in campo in cinque occasioni. Gioca inoltre con il Verona otto stagioni tutte in Serie B.
Debutta con i biancoscudati il 26 ottobre 1941 nella partita Padova-Bari (4-2). Veste per l'ultima volta la maglia biancoscudata in occasione della partita Suzzara-Padova (1-2) del 6 giugno 1948.

## Palmarès

### Club

#### Competizioni nazionali
- Serie B: 1

Padova: 1947-1948